# 上郷村 (山形県東置賜郡)
上郷村（かみごうむら）は、山形県東置賜郡にあった村。現在の米沢市中心部の北東、最上川・羽黒川右岸にあたる。

## 地理
- 山：戸塚山
- 河川：最上川、羽黒川

## 歴史
- 1889年（明治22年）4月1日 - 町村制の施行により、川井村、木和田村、竹井村、長手村、上新田村、下新田村、浅川村の区域をもって発足。
- 1955年（昭和30年）2月1日 - 米沢市に編入。同日上郷村廃止。

## 交通

### 鉄道路線
- 日本国有鉄道
  - 奥羽本線
    - 置賜駅